# رنة
الرَّنَة (الاسم العلمي: Rangifer tarandus) هي إحدى الأيليات المناطق القطبية وشبه القطبية بآسيا وأوروبا وأمريكا الشمالية. يسمى أيضًا الكَرِّيب أو (نقحرة: كاريبو) في أمريكا الشمالية. توجد حيوانات الرنة في كل من المجموعات المهاجرة والمستقرة، وتختلف أحجام قطعانها بشكل كبير في المناطق المختلفة. تتكيف سلالات التندرة الفرعية مع البرد القارس، وبعضها يتكيف مع الهجرة لمسافات طويلة.
تختلف حيوانات الرنة اختلافًا كبيرًا في الحجم واللون، بدءًا من أصغرها، وهي رنة سفالبارد (بلاتيرينخوس)، وحتى أكبرها، وهي وعل أوزبورن. على الرغم من أن حيوانات الرنة كثيرة جدًا، لكن بعض الأنواع والسلالات آخذة في الانخفاض وتعتبر مهددة بالانقراض. هي فريدة من نوعها بين الغزلان (فصيلة الأيليات) حيث قد يكون لدى الإناث قرون، على الرغم من أن انتشار الإناث ذات القرون يختلف باختلاف الأنواع الفرعية.
الرنة هي النوع الوحيد من الأيائل الذي نجح تدجينه وعلى نطاق واسع في العالم. تعتبر الرنة البرية والمُدجنة مصدرًا هامًا للطعام والملابس والمأوى لشعوب القطب الشمالي منذ عصور ما قبل التاريخ. ما تزال تُرعى وتُصطاد حتى اليوم. في بعض الأساطير التقليدية لعيد الميلاد، تسحب رنة سانتا كلوز زلاجة عبر سماء الليل لمساعدة سانتا كلوز في توصيل الهدايا للأطفال الطيبين في ليلة عيد الميلاد.

## الوصف
تتبع الأسماء الاتفاقية الدولية قبل التعديل الأخير. تختلف أحجام الرنة/الوعل من الأصغر، أيائل سفالبارد، إلى الأكبر، وعل أوزبورن. تختلف في لون الفراء وبنية القرون. تمتد مجموعة الوعل في أمريكا الشمالية من ألاسكا عبر يوكون والأقاليم الشمالية الغربية ونونافوت عبر التندرة والتايغا (الغابة الشمالية) وجنوبًا عبر جبال روكي الكندية. من بين الأنواع الفرعية الثمانية التي صنفها هاردينغ (2022) في وعل القطب الشمالي، وعل الأرض القاحلة المهاجر في القطب الشمالي ألاسكا وشمال كندا، يقضي الصيف في التندرة والشتاء في التايغا، وهي منطقة غابات انتقالية بين الغابات الشمالية والتندرة، ويعيش وعل بيري المتنقل في الصحراء القطبية لأرخبيل القطب الشمالي المرتفع، ويعيش وعل غرانت في الطرف الغربي من شبه جزيرة ألاسكا والجزر المجاورة، والأنواع الفرعية الأربعة الأخرى، وعل أوزبورن، وعل ستون، ووعل جبال روكي، ووعل جبال سيلكيرك، كلها أنواع جبلية. عاش وعل جزر الملكة شارلوت المعزول المنقرض في جزيرة غراهام في هايدا غواي (المعروفة سابقًا باسم جزر الملكة شارلوت).
يعيش وعل الغابات الشمالية في الغابة الشمالية في شمال شرق كندا: وعل لابرادور أو أونغافا في شمال كيبيك وشمال لابرادور، ووعل نيوفندلاند في نيوفندلاند، وقد وجد أنهما ينتميان وراثيًا إلى سلالة وعل الغابات.
في أوراسيا، تتوزع كل من الرنة البرية والمدجنة عبر التندرة وفي التايغا. الرنة الجبلية الأوراسية قريبة من الوعل في أمريكا الشمالية جينيًا وشكليًا، ولكن مع وجود اختلافات كافية لتبرير تقسيمها إلى نوعين. تعيش حيوانات الرنة الفريدة من نوعها في سفالبارد في أرخبيل سفالبارد. تتوزع رنة الغابات الفنلندية بشكل متقطع في مناطق الغابات الصنوبرية من فنلندا إلى شرق بحيرة بايكال: تحتل رنة الغابات السيبيرية (عُرفت سابقًا باسم رنة جبال بوسك من قبل علماء التصنيف الأمريكيين) جبال ألتاي والأورال.
يمكن لذكور (ثور) وإناث (بقرة) الرنة أن تنمو قرونها سنويًا، على الرغم من أن نسبة الإناث التي تنمو لها قرون تختلف بشكل كبير بين الجماعات. تكون القرون عادة أكبر لدى الذكور. يختلف هيكل القرون بين الأنواع والسلالات الفرعية، ويمكن استخدامه إلى جانب الاختلافات في الفراء لتمييز الأنواع والسلالات الفرعية.

## المسكن

تواجد الرنة في أمريكا الشمالية «تقريبي»

توجد على نطاق واسع، وفي الأصل، فقد عُثِرَ على الرنَة في الدول الإسكندنافية وأوروبا الشرقية وروسيا، ومنغوليا، وشمال الصين إلى الشمال من خط العرض 50th. في أمريكا الشمالية، وكذلك في كندا والولايات المتحدة الأمريكية، وفي الحدود الشمالية من واشنطن إلى ولاية ماين. في القرن 19 لا تزال موجودة في جنوب ولاية أيداهو. كما أنه يوجد طبيعيًا على جزيرة سخالين، وجرينلاند.
خلال أواخر عصر البليستوسين عُثِر على الرنَة جنوب الولايات المتحدة حتى ولاية نيفادا وتينيسي في أمريكا الشمالية وإسبانيا في أوروبا. واليوم، الرنَة البرية قد اختفت من مناطق عديدة ضمن هذا النطاق، وخاصة من الجزء الجنوبي منها، حيث اختفت تقريبا في كل مكان. أعداد كبيرة من الرنَة البرية لا تزال موجودة في النرويج، وسيبيريا وجرينلاند وألاسكا وكندا، مع قطيع ما يقرب من 50 رنَة يعيش في جميع أنحاء منطقة كيرنجورم في اسكتلندا.
الرنَة المستأنسة توجد في الغالب في إسكندنافيا وشمال روسيا. آخر ما تبقى من الرنة البرية في أوروبا توجد في أجزاء من جنوب النرويج.

## الخصائص الفيزيائية

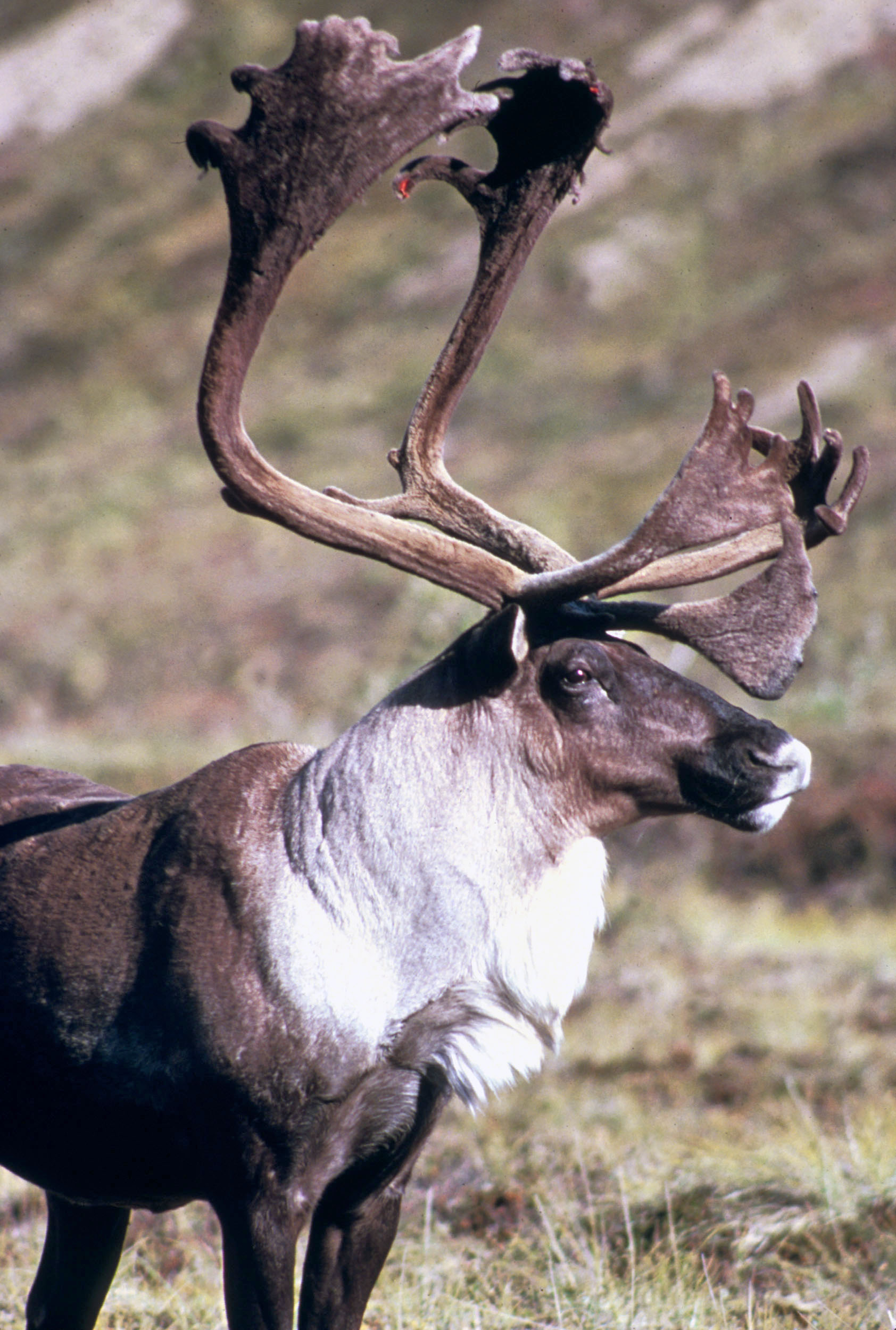
وجه الرنة

تبقى الذكور دائما أكبر من الإناث التي يراوح وزنها من 60 إلى 170 كلغ وطولها من 162 إلى 205 سم. في حين أن وزن الذكور يراوح من 100 إلى 318 كلغ ويطول من 180 إلى 214 سم ومن الكتف إلى الأرض من 80 إلى 150 سم والذيل من 14 إلى 20 سم. كلا الجنسين ينمو له قرون. الرنَة المستأنسة تكون أقصر وأثقل من مثيلتيها البرية وهو الأكبر بين الغزلان. وله طبقتين من الشحم تساعده على تجاوز البرد القارس في الشتاء.

## الحمية
الرنَة هي من الحيوانات المجترة. ويتكون معدتها من أربع غرف تسمح له بأكل النبتات الكثيفة. يتناول الإشنات أساسا وخاصة الرنَة آكلة الطحالب وتأكل الصفصاف والبتوالات والسعادي والعوسج وهناك أدلة تقول أنه يستطيع أكل بيض الطيور والفطر في أواخر الصيف.

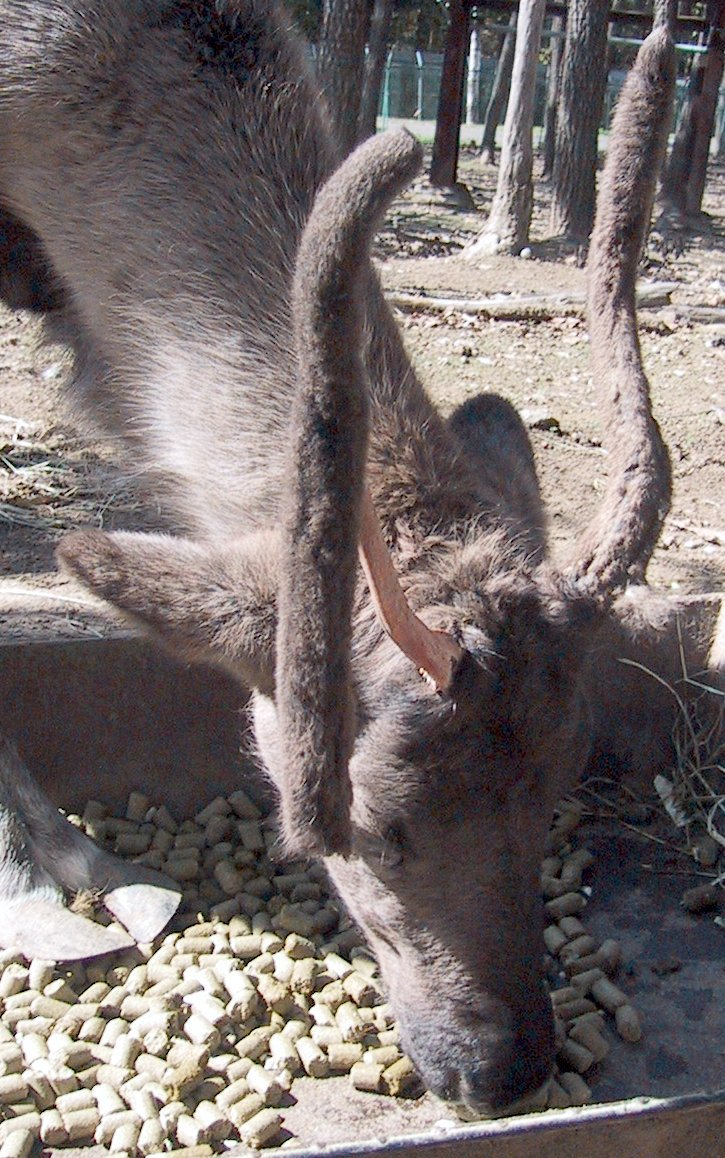
رنة في أساهيكاوا، حديقة الحيوان في اليابان، يفقد طبقة المخملية التي تحتها ينمو القرن الجديد، عملية سنوية

## التكاثر
التزاوج يحدث في أواخر ايلول/سبتمبر إلى أوائل نوفمبر. يتصارع ذكرين على الأنثى، ومن يفوز يحظى بها، وتتوقف الذكور عن الأكل في هذه المدة لفقد احتياطاتها. تولد العجول في أيار/مايو أو حزيران/يونيو وبعد 45 يوما، تبدأ العجول بأكل العلف والنبات ولكنها تبقى ترضع حتى ولادة العجل التالي.